# Serhat Kılıç
Serhat Kılıç (né le 8 juillet 1975 à Ankara en Turquie) est un acteur turc.

## Filmographie
- 2010 : Veda de Zülfü Livaneli : Salih Bozok
- 2013 : Winter Sleep (Kış Uykusu) de Nuri Bilge Ceylan
- 2012 : The Eighties (Seksenler) de Birol Güven (2012), Müfit Can Saçıntı (2012-2016), Uğur Yağcıoğlu (2016-2017, 2019-2021, 2022)